# Сеньйорита (телесеріал, 1986)
«Сеньйорита» (порт.-браз. Sinhá Moça) — бразильська теленовела виробництва телекомпанії Глобу, екранізація однойменного роману (1950) бразильської письменниці Марії Пашеку Фернандес. У головних ролях Луселія Сантуш, Маркус Паулу та Рубенш ді Фалку. Прем'єра відбулася 28 квітня — 14 листопада 1986 року.

## Сюжет
Дія основної сюжетної лінії розгортається у 1886—1888 роках, напередодні скасування рабства в Бразилії, але флешбеки повертають дію у 1873 рік. Місце дії — вигадане містечко і фазенда Араруна у провінції Сан-Паулу, де зійшлися інтереси прихильників та противників рабовласництва.
Власник фазенди — жорстокий полковник Феррейра, барон Араруни, фактичний правитель міста і околиць. Свого часу він віддав наказ забити до смерті старого раба — батечка Жозе, який перед смертю встиг розповісти мулату Рафаелу таємницю його нарождення — він син полковника і його темношкірої коханки Марії даш Дорес. Незабаром мати і син були продані, але хлопчик встиг сказати маленькій дочці полковника, що він повернется і вб'є її батька. Марію і Рафаела викупив аболіціоніст та дарував їм свободу.
Роки потому Сеньйорита, дочка полковника, повертаючись додому зі столичного коледжу, знайомиться в поїзді з молодим адвокатом Родолфо Фонтесом, сином успішного юриста-аболіціоніста. Родолфо — республіканець, але в консервативній Араруні змушений приховувати свої погляди, хоча вони з батьком є членами таємного клубу аболіціоністів. Родолфо закохується у Сеньйориту, яка, ризикуючи накликати гнів батька, лікує покараних рабів-втікачачів.
Інша сюжетна лінія пов'язана з Рафаелом, який повертається до Араруни з наміром помститися. Він бере ім'я Дімас і оселяється в видавця місцевої газети Августу, який також є аболіціоністом. В нього закохується Жуліана, онука Августу. Дімас під іменем Брата-по-крові ночами проникає на фазенди і відчиняє ворота рабських бараків, влаштовуючи втечі. Скоро його спільниками стають Сеньйорита і Родолфо.
Дія закінчується оголошенням Золотого закону 13 травня 1888 року про відміну рабства. Полковник Феррейра помирає, коли колишні раби заманюють його до бараку і підпалюють. Родолфо і Рафаел виносять його з вогню. Перед смертю Феррейра визнає Рафаела своїм сином, і той прощає його. Раби назавжди залишають фазенду, а замість них на кавові плантації приїжджають працювати італійські емігранти.

## У ролях
- Луселія Сантуш — Сеньйорита Марія даш Грасас Феррейра Фонтес
- Маркус Паулу  — Родолфо Гарсія Фонтес, чоловік Сеньйорити
- Рубенш ді Фалку — полковник Феррейра, барон Араруни, батько Сеньйорити
- Мауру Мендонса — доктор Фонтес, батько Родолфо
- Елейн Крістіна  — баронеса Кандіда Феррейра, дружина полковника, мати Сеньйорити
- Луїс Карлос Арутін — Августу, видавець газети
- Неуза Амарал — Інес Гарсія Фонтес, дружина доктора Фонтеса, мати Родолфо
- Антоніу Помпеу — Жустінью
- Патрисія Пілар — Анна Луїса Тейшейра, з якою із дитинства був зпручений Родолфо. Її мати дала обітницю, що дочка носитиме вуаль до вступу в шлюб.
- Норма Блум — Ніна Тейшейра, мати Анни
- Жозе Августу Бранку — Мануел Тейшейра, батько Анни
- Клаудіу Корреа і Кастро — доктор Жуан Аморім
- Шика Шав'єр — Ба (Віржинія), нянька Сеньйорити
- Даніел Дантас — Рікардо Гарсія Фонтес, молодший брат Родолфо, новий наречений Анни, який насправді закоханий у баронесу Феррейра.
- Генрі Панончеллі — Едуарду
- Соланж Коуто — Аделаїда Кутинью
- Раймундо ді Соуза — Дімас / Рафаел
- Ду Мараес — Марія даш Дорес
- Іван Мишкита — Кутінью
- Клаудіо Мамберті — депутат Антеро
- Жасіра Сампаю — Рут
- Жесіо Амадеу — Фулженсіо
- Валтер Сантус — старий Бруно
- Косма дус Сантуш — Себастьян
- Германо Філью — Евералду
- Денис Деркян — Ренато
- Фернандо Жозе — Мартінью
- Мілтон Гонсалвіш — батечко Жозе
- Лусіана Брага — Жуліана, онука видавця Августу
- Гранді Отелу — Жусто, кучер Фонтесів, який викрав золото барона Феррейри, призначене для підкупу депутатів.
- Тоні Торнаду — син Жусто, мисливець за рабами на прізвисько Лісовий капітан.
- Рут де Соуза — Бальбіна
- Зені Перейра — матінка Марія

## Саундтрек
- Sinhaninha (Ронні Вон)
- Zumbi, A Felicidade Guerreira (Жілберту Жиль)
- Ai Quem Me Dera (Клара Нуньєс)
- Minha Aldeia (Серджіу Соту)
- Papo de Passarim (Клаудіу Нуччі і Зе Ренату)
- Depois da Primeira Vez (Тонінью Негрейру)
- Pra Não Mais Voltar (Фафа де Белем)
- Ginga Angola (Роберту Рібейру)
- Oração nos Matagais (Алтай Велосу)
- Companheiros (Деніз Еммер)
- Na Ribeira Deste Rio (Дорі Каймі)
- Amor de Papel (Вісенте Баррето)
- Camará (Вальтер Кейрош)
- Aventureiro (Антоніу Карлос і Жокафі)

## Інші версії
- 1950 — Сеньйорита (порт.-браз. Sinhá Moça), бразильський фільм. У головних ролях Еліана Лаге і Анселму Дуарте.
- 2006 — Сеньйорита (порт.-браз. Sinhá Moça), бразильська теленовела виробництва компанії Глобу. У головних ролях Дебора Фалабелла, Дантон Мелло та Осмар Прадо.